# Lansdowne Road
Pour les articles homonymes, voir Lansdowne.
Pour le nouveau stade inauguré en mai 2010, voir Aviva Stadium.
Lansdowne Road (Bóthar Lansdúin en irlandais) était un stade du quartier de Ballsbridge, à Dublin, qui abritait principalement les rencontres de l'équipe d'Irlande de rugby à XV mais aussi des matches de l'équipe de la république d'Irlande de football et des concerts. Il tenait son nom de la rue adjacente.
Il pouvait accueillir 49 000 spectateurs, dont 25 000 assis, lors des matches de rugby de l'Irlande et 36 000 personnes pour les matches de football, lorsqu'il était dans une configuration où toutes les places étaient assises, pour respecter les règles de la FIFA.
Le stade, construit en 1872, ne contenait que deux tribunes couvertes et possédait encore des sièges en bois. Il possédait également la particularité d'avoir une ligne de chemin de fer passant sous la tribune présidentielle, la gare de Lansdowne Road se trouvant en face dans la rue du même nom.

## Histoire
Lansdowne Road, d'abord appelé Royal Irish Parks Stadium, est à l'origine le stade du Lansdowne Football Club, club de football et de rugby fondé en 1872 par Henry Wallace Doveton Dunlop. Peu à peu, il devient majoritairement un stade de rugby et le premier match international joué sur ce terrain est un test match entre l'Irlande et l'Angleterre en 1878.
Cédé à Harry Sheppard, trésorier de la fédération irlandaise de rugby (IRFU), il devient la propriété de cette dernière à sa mort en 1906. L'IRFU construit alors, en 1908, la première tribune couverte passant sous la voie de chemin de fer et abritant la gare de Lansdowne Road. La tribune Est est construite en 1927.
En 1954, avec 8 000 places supplémentaires à la suite de la construction de la tribune Ouest haute, Lansdowne Road devient l'unique stade de l'équipe d'Irlande de rugby, alors que Ravenhill Stadium était auparavant régulièrement utilisé. En 1977, la tribune Ouest basse est démolie et reconstruite et en 1983 c'est au tour de la tribune Est d'être rénovée.
Lansdowne Road reçoit également la plupart des matchs internationaux de l'équipe de la république d'Irlande de football à partir de 1990 et de nombreux concerts. En 2004, il accueille deux matchs de Coupe d'Europe de football du Shelbourne FC contre le Deportivo La Corogne en troisième tour préliminaire de Ligue des champions et contre Lille en Coupe UEFA. Le stade accueille également de manière ponctuelle le Leinster, principalement lors de rencontres de Coupe d'Europe de rugby.
Le stade est rasé en 2007 pour laisser la place à une nouvelle enceinte, l'Aviva Stadium, d'une capacité de 50 000 spectateurs. Durant cette période, les rencontres des deux sélections de football et de rugby se sont déroulées, et ce pour la première fois de l'histoire, dans le temple du sport gaélique de Croke Park d'une capacité de 82 500 spectateurs.

## Remplacement
La rénovation du stade a pour but la création de 50 000 places assises. L'inauguration du nouveau stade est prévue pour avril 2010. La rénovation consiste en fait en la construction d'un stade entièrement nouveau sur le site même de l'ancien, au cœur d'un quartier d'habitations. La rénovation a été annoncée en janvier 2004 et devrait coûter approximativement 365 millions d'euros dont 190 d'aides de l'État; le reste étant payé par les fédérations irlandaises de football et de rugby.
Le nouveau stade a été dessiné par Scott Tallon Walker et Buro Happold du cabinet HOK Sport + Venue + Event (HOK SVN). La rénovation devait originellement débuter en janvier 2007 mais fut reportée pour ne commencer que le 17 mai 2007.
Le dernier match de rugby avant la destruction de l'ancien stade fut la victoire 61-17 de l'Irlande contre l'équipe du Pacific le 26 novembre 2006 et le dernier match international de football fut la victoire de l'équipe nationale d'Irlande contre celle de Saint-Marin 5-0 le 15 novembre 2006. Au niveau des clubs les tout derniers matches joués furent la finale de la Coupe d'Irlande entre le club de Derry City FC et celui de St. Patrick's Athletic FC et le match de Ligue Celtique entre Leinster Rugby et Ulster Rugby le 31 décembre 2006 qui se joua devant 48 000 spectateurs ce qui est une affluence tout à fait extraordinaire pour ce genre de match.
En septembre 2006, l'UEFA décida de confier l'organisation de la finale de la Coupe de l'UEFA au futur stade de Lansdowne Road mais en janvier 2009 la décision fut annulée et le match confié à Hambourg. En retour l'UEFA confia l'organisation de la finale de la Coupe de l'UEFA 2011 à Dublin et Lansdowne Road.
Le nouveau stade porte le nom d'Aviva Stadium à la suite de l'accord de sponsoring signé en janvier 2009 pour une somme de 44 millions d'euros sur 10 ans.

## Événements
- Finale de la Coupe d'Irlande de football
- Finale de la Coupe d'Europe de rugby à XV, 1999
- Emerald Isle Classic, 	1988 et 1989

## Galerie

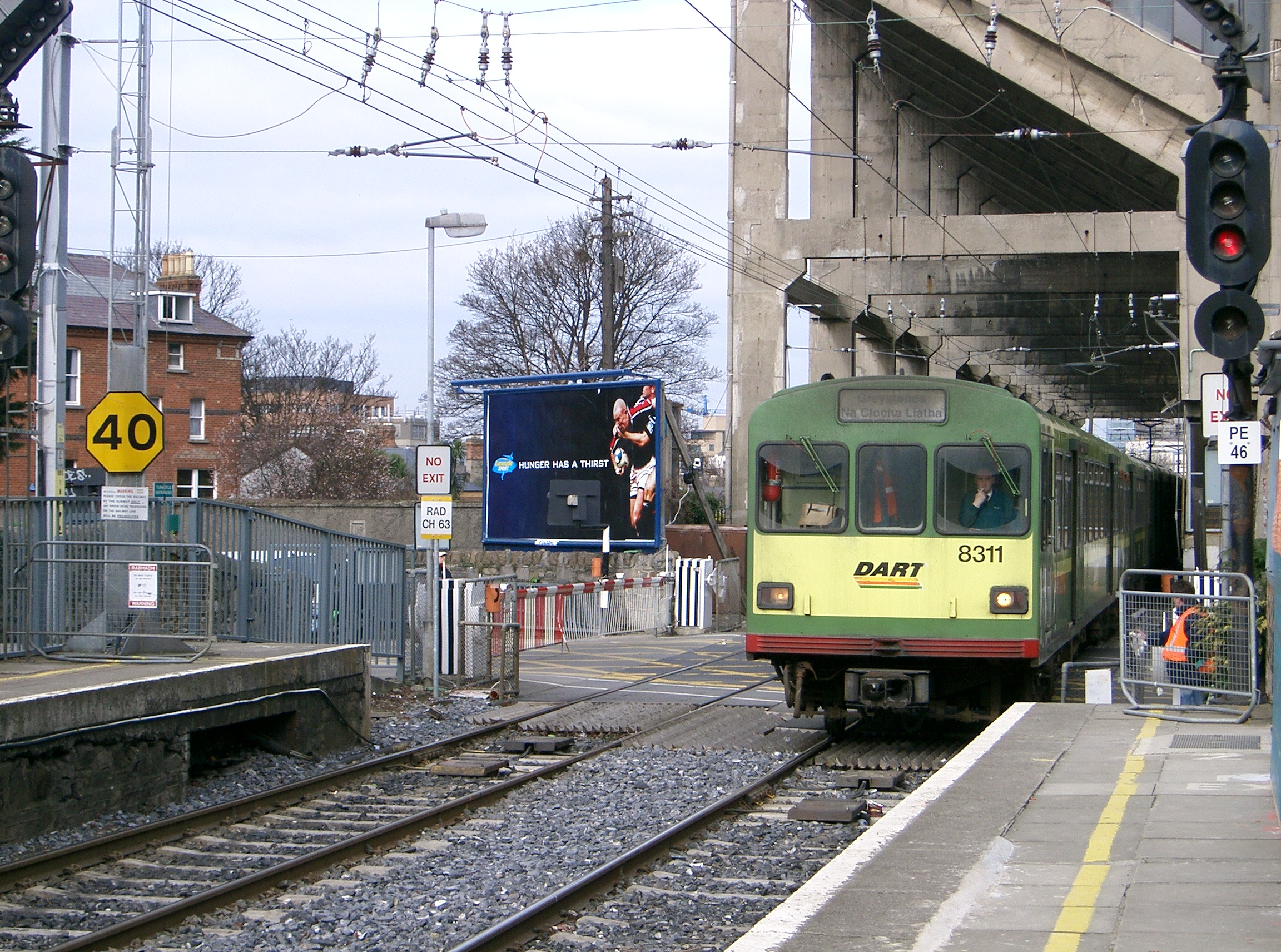
Train passant sous la tribune de Lansdowne Road